# حمداوة الجنوبية (عين الضربان لحلاف)
حمداوة الجنوبية هي إحدى مشيخات المملكة المغربية، تتبع جغرافيا لإقليم سطات وإداريًا لعين الضربان لحلاف. يقدر عدد سكانها بـ 5433 نسمة حسب الإحصاء الرسمي للسكان والسكنى لسنة 2004.